# Het eiland van de verdwenen schepen
Het eiland van de verdwenen schepen (Frans: L'Île des vaisseaux perdus) is het 20e album uit de Belgische stripreeks Roodbaard van Jean-Michel Charlier (scenario) en met tekeningen van Jijé en Lorg. Het stripalbum werd in 1980 uitgebracht.

## Het verhaal
Erik komt aan op Tortuga, waar hij heeft afgesproken met Roodbaard, die in Amsterdam de nieuwe Zwarte Valk is op gaan halen. Erik heeft de Kaperbrief voor Roodbaard bij zich, die de Franse koning hem heeft verleend wegens zijn verdiensten voor Frankrijk, in het bijzonder de spectaculaire redding uit Istanboel van Caroline, hertogin van Mantoue en nicht van de Franse koning. Tot zijn verwondering is zijn vader niet op de afgesproken ontmoetingsplaats.
Deze blijkt met de opgepikte Hollandse schipbreukeling Piet Gouda naar Yucatán te zijn gegaan, op zoek naar een fabelachtige Azteken-schat. Intussen heeft Erik de hulp ingeroepen van de piratenhoofdman Morgan, omdat hij een schip nodig heeft om Roodbaard te zoeken. Op voorspraak van Morgans vriendin Concha leent hij Erik zijn kotter Hurricane voor een groot geldbedrag. Maar de volgende morgen komt Concha Erik stiekem opzoeken om hem te waarschuwen dat Morgan hem meteen laat vermoorden nadat hij zijn geld krijgt. Samen stelen ze de Orkaan, in Port-au-Prince wordt een bemanning samengesteld en dan gaan ze op zoek naar Roodbaard. Op zee wordt de Hurricane aangevallen en overmeesterd door de Zwarte Valk. Het schip blijkt in handen te zijn van kapitein Raggen, die in dienst staat van gouverneur Samuel Phips van Grote Kaaimaneiland.
Op het eiland laat de gouverneur in het geheim door piraten veroverde schepen veranderen, zodat hij ze kan door verkopen. Hiervoor gebruikt hij de bemanningen van de veroverde schepen als slaven. Hij blijkt ook Driepoot gevangen te houden. En wanneer hij Erik bij hem opsluit hoort hij via een verborgen spreekbuis dat Roodbaard in Midden-Amerika op zoek is naar een schat. Phips laat een expeditie samenstellen om op zoek te gaan naar de schat.

## Albums
De avonturen van Roodbaards zoektocht naar de Aztekenschat werden niet helemaal in chronologische volgorde uitgegeven. De vier albums zijn:
- 20. 1980 - Het eiland van de verdwenen schepen (L'Île des vaisseaux perdus)
- 21. 1982 - De vermisten van de Zwarte Valk (Les disparus du Faucon Noir)
- 23. 1984 - Het verdoemde goud van Huacapac (L'or maudit des Huacapac)
- 24. 1987 - De Dodenstad (La cité de la mort)